# Липа
Вижте пояснителната страница за други значения на Липа.
Липата (Tilia) е род дървета, който включва около 40 вида. Разпространена е в умерения пояс на северното полукълбо - Европа, Азия и източната част на Северна Америка. Някои видове са диворастящи. Липите достигат височина от 20 до 40 метра, a листата им са сърцеобразни. Виреят добре на влажни и сенчести места. Цветовете приличат на малки чадърчета с жълтеникав цвят, имат силен аромат и се използват за направа на чай. Липовият цвят има дезинфекционно, противовъзпалително и диуретично действие.

## Употреба
Чаят от липа се прилага при катари на горните дихателни пътища, ларингити, трахеобронхитни и други температурни състояния. Чаят има леко диуретично действие и е подходящ за заболявания на пикочните пътища. Запарка и отвара от липа се прилагат външно за гаргара при заболявания на гърлото и устната кухина, а само отварата е подходяща за външно приложение при изгаряния, кожни обриви, ставни болки, възпалени хемороиди.

## Класификация
- Tilia americana
- Tilia amurensis
- Tilia argentea
- Tilia caroliniana
- Tilia chinensis
- Tilia chingiana
- Tilia cordata – Дребнолистна липа
- Tilia dasystyla
- Tilia euchlora
- Tilia henryana
- Tilia heterophylla
- Tilia hupehensis
- Tilia insularis
- Tilia intonsa
- Tilia japonica
- †Tilia johnsoni
- Tilia kiusiana
- Tilia mandshurica
- Tilia maximowicziana
- Tilia mexicana
- Tilia miqueliana
- Tilia mongolica
- Tilia nobilis
- Tilia occidentalis
- Tilia oliveri
- Tilia paucicostata
- Tilia platyphyllos – Едролистна липа
- Tilia rubra
- Tilia tomentosa – Сребролистна липа
- Tilia tuan

### Хибриди и култивирани
- Tilia × euchlora
- Tilia × europaea
- Tilia × petiolaris
- Tilia 'Flavescens'
- Tilia 'Moltkei'
- Tilia 'Orbicularis'
- Tilia 'Spectabilis'

## Други
На липите е наречена улица в квартал „Лозенец“ в София (Карта).